# Hamden (Nueva York)
Hamden es un pueblo ubicado en el condado de Delaware en el estado estadounidense de Nueva York. En el año 2000 tenía una población de 1,280 habitantes y una densidad poblacional de 8.3 personas por km².

## Geografía
Hamden se encuentra ubicado en las coordenadas 42°11′34″N 74°59′33″O / 42.19278, -74.99250.

## Demografía
Según la Oficina del Censo en 2000 los ingresos medios por hogar en la localidad eran de $35,313, y los ingresos medios por familia eran $43,571. Los hombres tenían unos ingresos medios de $26,776 frente a los $21,652 para las mujeres. La renta per cápita para la localidad era de $19,754. Alrededor del 10.4% de la población estaban por debajo del umbral de pobreza.